# Nobiles ultra Gozd
Za odnos snaga u planinskim kneštvima Hrvatske neobično je zanimljiv popis svjedoka koji su 1243.g. nazočni u miru između Senjana i Babonića, o kojemu je bilo riječi.
Osim crkvenih dostojanstvenika, svjedoci su kolokvija, tj. izmirenja: nobiles ultra Gozd i nobiles de Croatia. 

## Nobiles ultra Gozd (plemstva s one strane Gvozda)
U originalnoj povelji iz 1243. javlja se Stjepan kao primorski ban (1243. – 1249.) sa svojim bratom knezom Babonegom i njihovim plemenima (generaciones): Ratetići, Ladikovići, Koraničanići, Hutinjani i Bonjani (Banjani, Thallóczy). U istoj listini pored izraza »generationes« Babonega i Stjepana dolazi i izraz »generatio« za ova dva brata, tj. pleme, koje se sukobilo sa Senjanima, pri čemu je posredovao ban Stjepan zaključivši koliko koji od njihova plemena ima dati »vraždu« u novcu. Prvo pleme (ili rod) Ratetić pojavljuje se i u izvorima od XIII do XV st., Ladikovići u XV i XVI, Koraničanići od XIII do XVI st., Hutinjani u XIII, a Bonjani u XV st. Prema tome, »generationes« ili »generatio« ove braće označuje plemena ili pleme, kojemu su uz Baboniće pripadali i ostali, ubrojeni u »nobiles ultra Gozd« (plemstva s one Gvozda). Za Hrvatsko plemstvo sa sjevera možemo naći naziv kao i "ultra Gozd et ultra Dra\vam non sequatur" što je određivao teritorijalni prostor između Gvozda i rijeke  Drave, nakon što je plemstvo proširilo svoje upravljanje preko rijeke Save.  Početne Hrvatskih župe sjevernog plemstva bile su Topuska opatija, Želin-Kravarska, Gorica, Gora, Dubica, Vrbas te Podgorje i graničile su banskim plemstvom (Nobilis de Croatia) linijom od  Male Kapele - Gvozda, te ravnom linijom ušća rijeke Sane u Unu. Vrbaška župa je južno od Vrbaškog grada, istočno rijekom Vrbas graničila je s Bosanskim plemstvom, a zapadno od rijeke Vrbas s plemstvom Primorske Hrvatske.

## Nobiles de Croatia (plemstvo Banske Hrvatske)
Hrvatski se velikaši nabrajaju ovim redom: Karlo iz Krbave (Carolus de Corbavia), Jakob iz Like (Jacobus de Lica), Nemanja iz Buža (Nemana de Busah) i Lampert de Gacka, dakle templarski meštar koji drži, kako spomenusmo, županiju Gacku. Prema tome, svaki velikaš predstavlja jednu županiju, a to će reći da je on ujedno i – gospodar – zemlje koju predstavlja.“ Početne župe banskog plemstva bile su Lika, Gacka, Krbava, Buž, Sana, Poljice, Pset, Modruš i Vinodol. Bansko plemstvo se smatralo između plemstva iz Primorske Hrvatske i Panonske Hrvatske.

## Vanjske poveznice
- A gorai comitatus a XIII. században. Megjegyzések a "hat gorai nemzetség" és a Babonić-ok korai történetéhez